# Lasioglossum costulatum
Lasioglossum costulatum là một loài Hymenoptera trong họ Halictidae. Loài này được Kriechbaumer mô tả khoa học năm 1873.